# 허곤
허곤(許坤, ? ~ 1592년?)은 조선 중기 무신이다.
임진왜란 때 삼포수방사 겸 웅천현감(三浦守防使兼雄川縣監)으로 있는 아버지 허일을 따라 충무공(忠武公) 이순신(李舜臣)의 막하에서 전공을 세웠으나 한산도대첩에서 전사하였다.